# Martha-Mitchell-Effekt

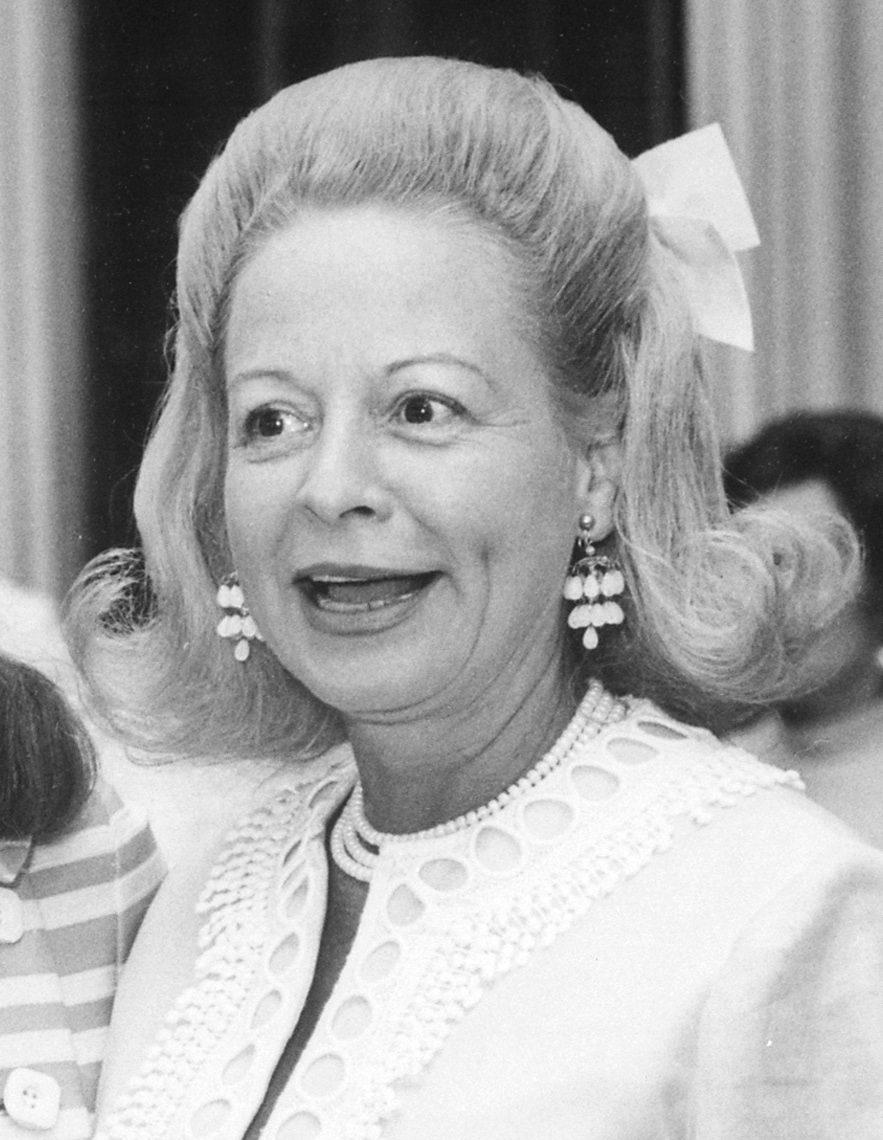
Martha Mitchell (1969)

Als Martha-Mitchell-Effekt wird seit Ende der 1980er Jahre eine Fehldiagnose bezeichnet, bei der sachliche Hinweise und rational begründete Überzeugungen als Hirngespinste und Wahnideen gedeutet werden. Zu dieser falschen Einschätzung kann es kommen, wenn jemand Anzeichen für eine Verschwörung oder andere Machenschaften entdeckt, die von anderen aus unterschiedlichen Gründen als abstrus und unsinnig abgetan und verworfen werden.
Der Effekt wurde von Brendan Maher nach Martha Mitchell (1918–1976) benannt, der Ehefrau von John N. Mitchell, dem Wahlkampfmanager Richard Nixons und späteren Justizminister der Vereinigten Staaten. Ihre Vorwürfe stellten sich im Verlauf des Watergate-Skandals als wahr heraus.

## Hintergrund
Als Martha John Mitchell ihren zweiten Ehemann 1957 heiratete, war dieser noch Anwalt in New York. In den kommenden Jahren wurde er ein wichtiger Mitarbeiter Nixons, der ihn kennengelernt hatte, als ihre Kanzleien zusammengelegt wurden. Nach seiner erfolgreichen Wahl zum 37. Präsidenten der Vereinigten Staaten 1969 ernannte Nixon seinen Vertrauten zum Justizminister, worauf die Familie nach Washington, D.C. zog.
Bald fiel Martha in ihrem Umfeld durch eigenartiges Verhalten auf. So äußerte sie sich im Gegensatz zu anderen Ehefrauen hoher Regierungsbeamter häufig recht unverblümt und wollte sich nicht auf gängige Aktivitäten wie Spendengalas und Wohltätigkeitsveranstaltungen beschränken.
Während des Wahlkampfes 1972 verhaftete die Polizei fünf Einbrecher, die versucht hatten, Abhöranlagen im Wahlkampfquartier Watergate der Demokraten zu installieren. Nachdem einer der Täter angegeben hatte, die Abhöraktion sei von John N. Mitchell sowie John Dean angeordnet worden, eskalierte die Affäre. Während Nixon die Fassade zunächst noch wahren konnte, wurde es für John N. Mitchell zunehmend schwierig, sich herauszureden.
Martha Mitchell hatte schon in der Vergangenheit mehrfach in den frühen Morgenstunden bei Reportern angerufen, häufig aus dem Badezimmer, damit ihr Mann dies nicht bemerkte. Man raunte, sie wäre bei vielen der Gespräche alkoholisiert gewesen, und nahm ihre Ansichten nicht ernst. Nun meldete sie sich erneut bei der Journalistin Helen Thomas und gab an, dass Nixon über die Vorgänge im Bilde sein müsse: Wenn ihr Mann etwas von dem Einbruch wissen sollte, könne dem Präsidenten dies nicht verborgen bleiben. Nixon müsse zurücktreten.
In weiteren Telefonaten bekräftigte sie ihre Vorwürfe und sprach dabei häufig mit schleppender Stimme, was sowohl auf ihren Alkoholkonsum wie auf den Südstaatenakzent zurückgeführt wurde. Sie ging von einer Verschwörung aus, an welcher der Präsident beteiligt sei und zu deren Vertuschung ihr Mann als Sündenbock fungieren solle. Bald stellte sich heraus, dass Nixon nicht nur den Einbruch, sondern weitere Aktionen initiiert und befürwortet hatte, womit der von vielen für abstrus gehaltene Verdacht Martha Mitchells bestätigt wurde.

## Verfilmungen
Martha Mitchell ist Vorbild für die von Jean Smart gespielte First Lady Martha Logan, Ehefrau des korrupten Charles Logan in der erfolgreichen amerikanischen Fernsehserie 24 um den Antiterrorspezialisten Jack Bauer. In der Fernsehserie Gaslit von 2022 wird Martha Mitchell durch Julia Roberts dargestellt.
Die Dokumentation The Martha Mitchell Effect aus dem Jahr 2022 über die Person Martha Mitchell greift den Effekt direkt im Titel auf.